# 유리 아브라모치킨

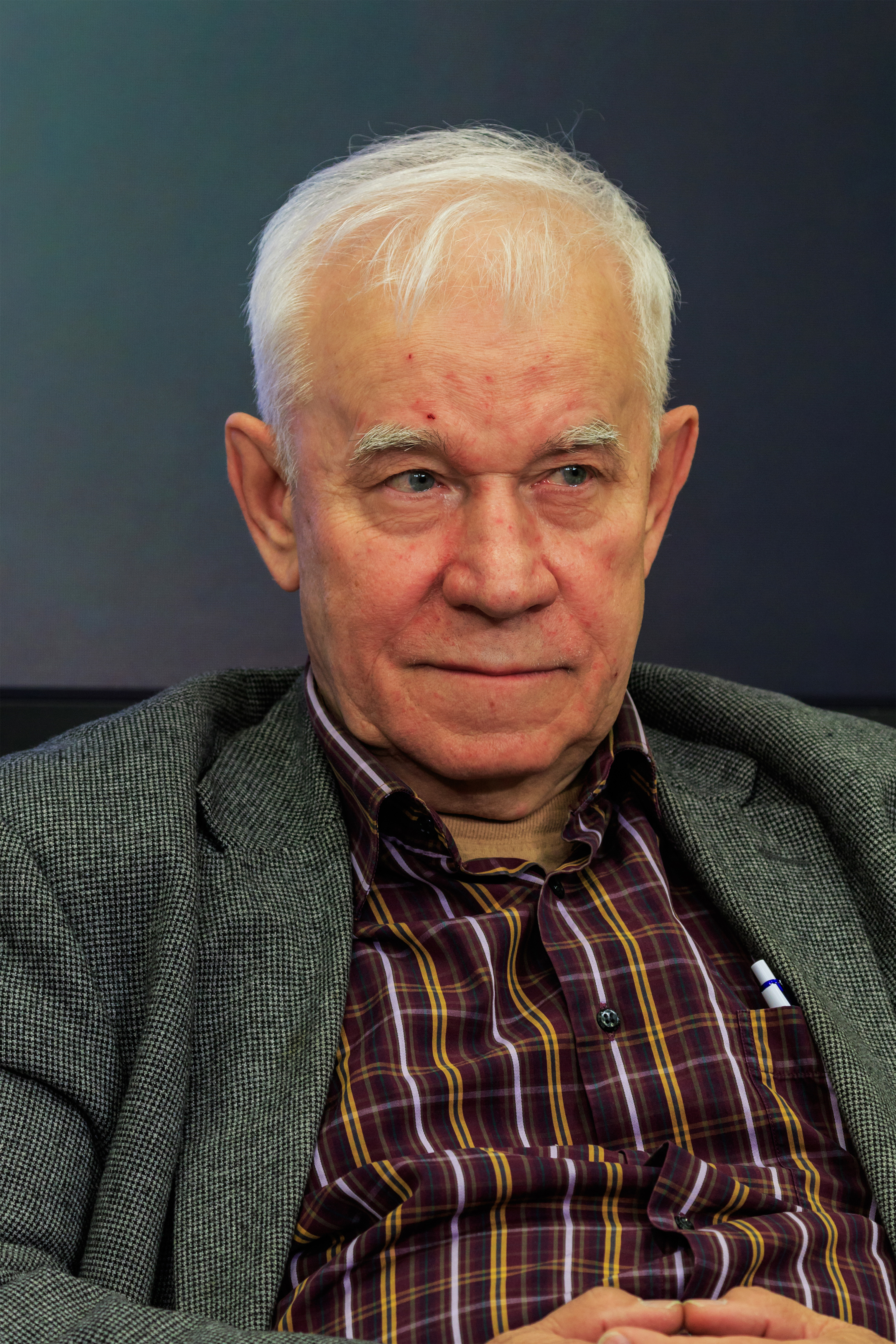
유리 아브라모치킨

유리 바실리예비치 아브라모치킨(Юрий Васильевич Абрамочкин, 1936년 12월 11일~2018년 4월 5일)은 소련과 러시아의 사진기자다. 모스크바에서 태어나 사진기자로서 21세부터 일하기 시작했고, 이후 국내외 유명 정치인 및 유명인들의 사진을 많이 촬영한 인물로 유명하다.

## 아브라모치킨이 찍은 사진들

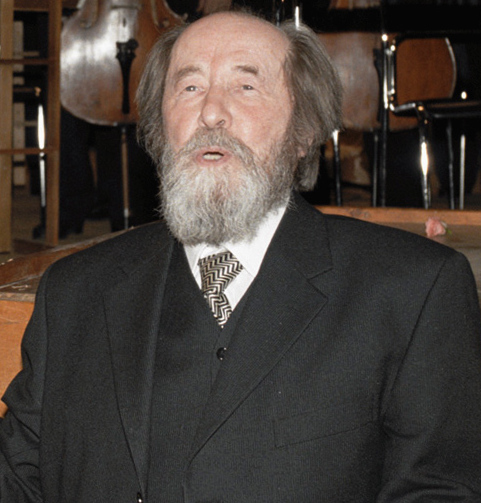
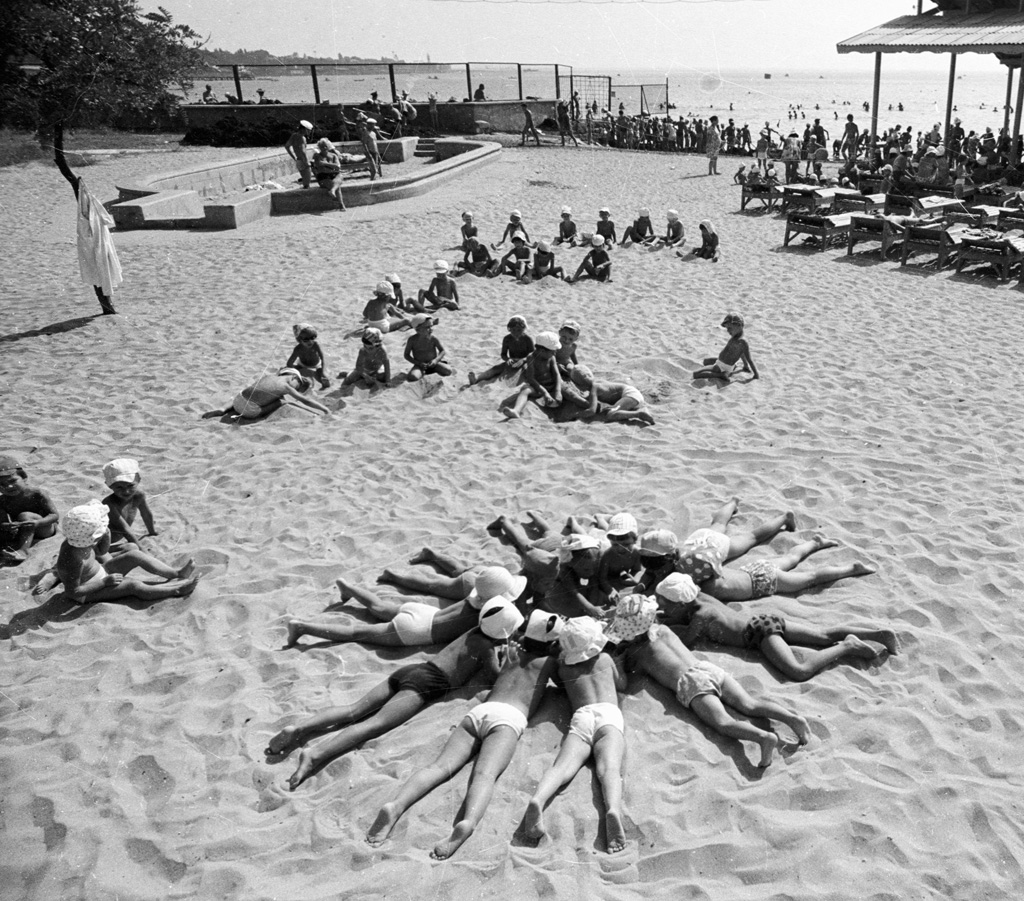
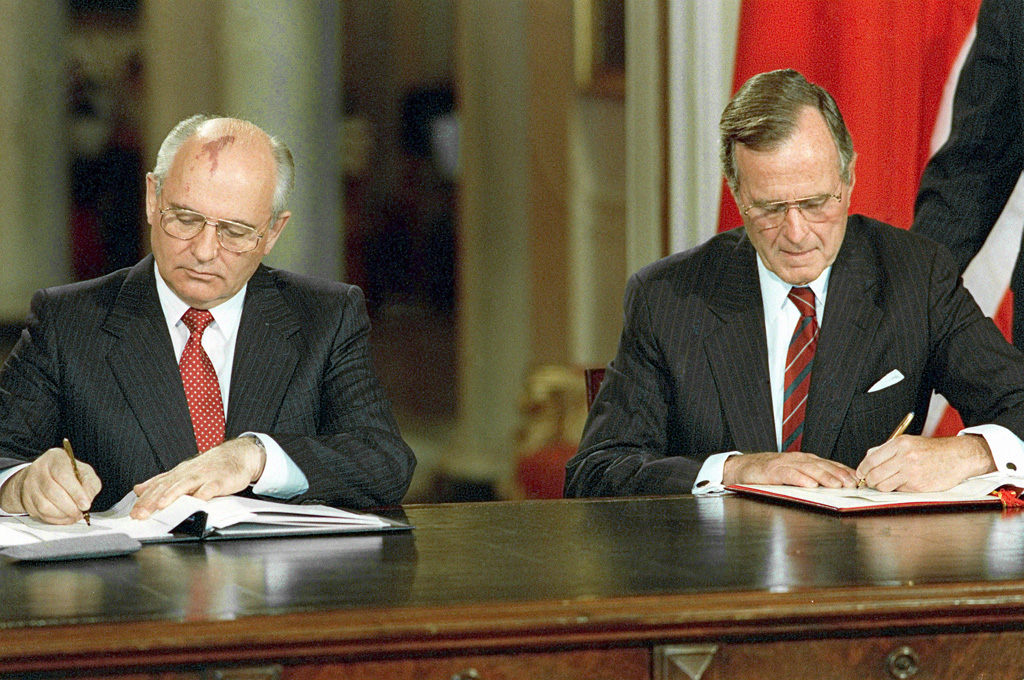
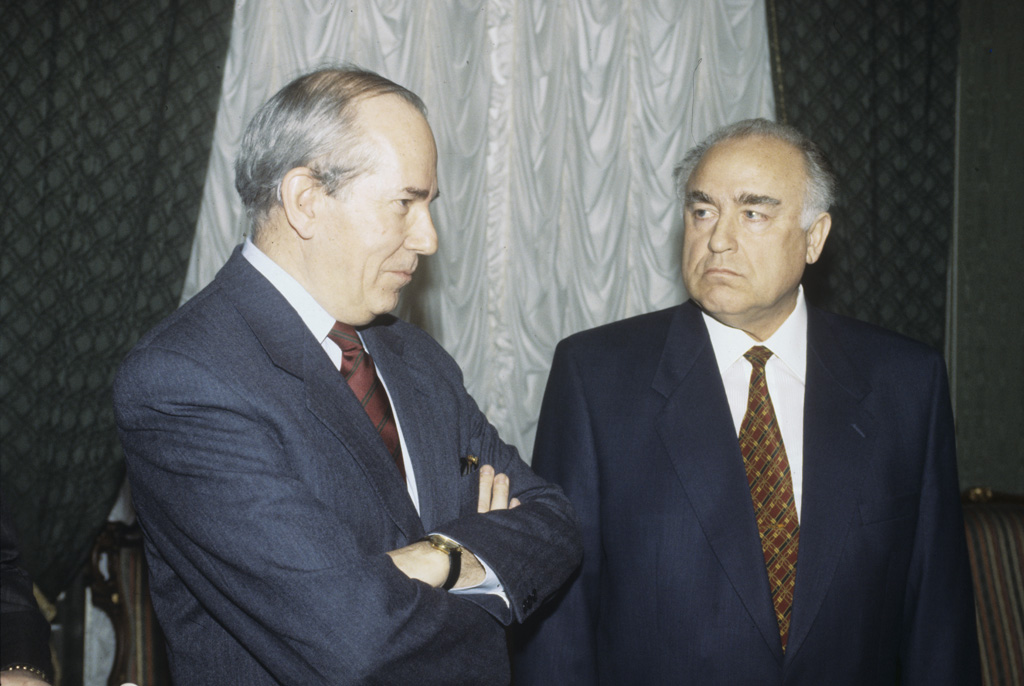
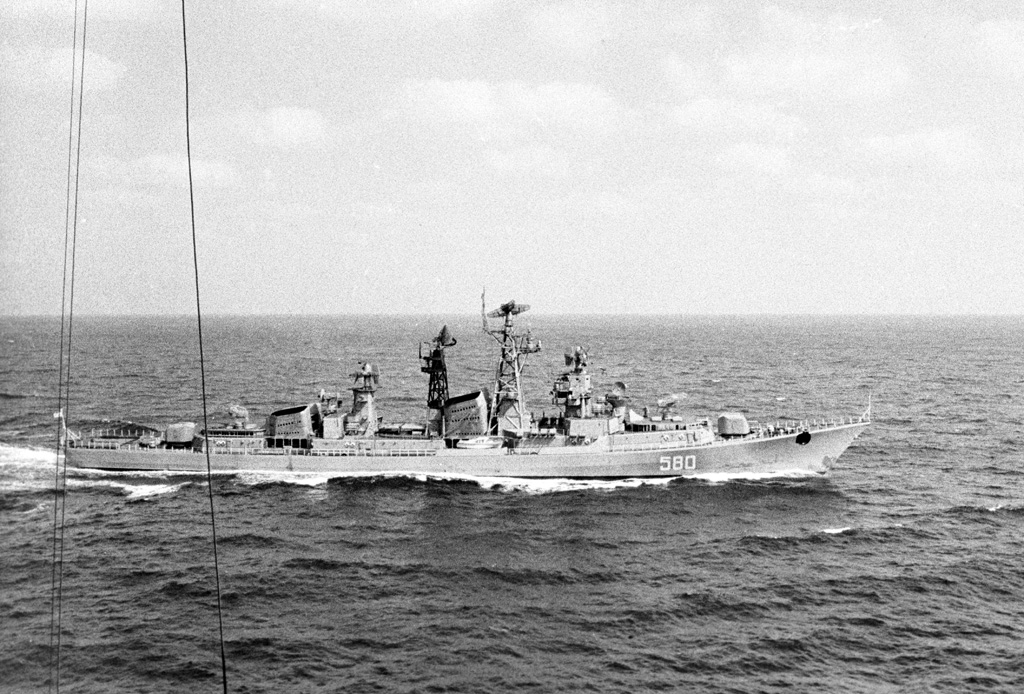
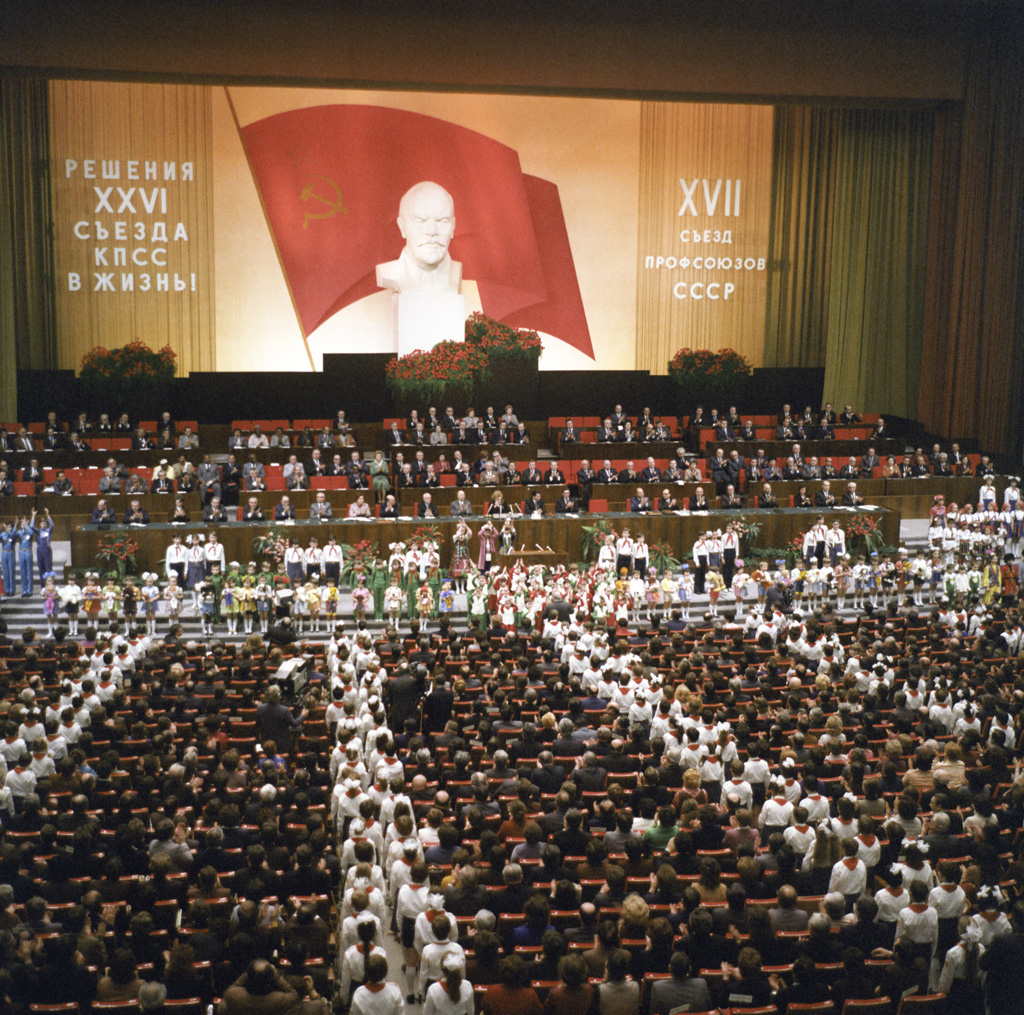
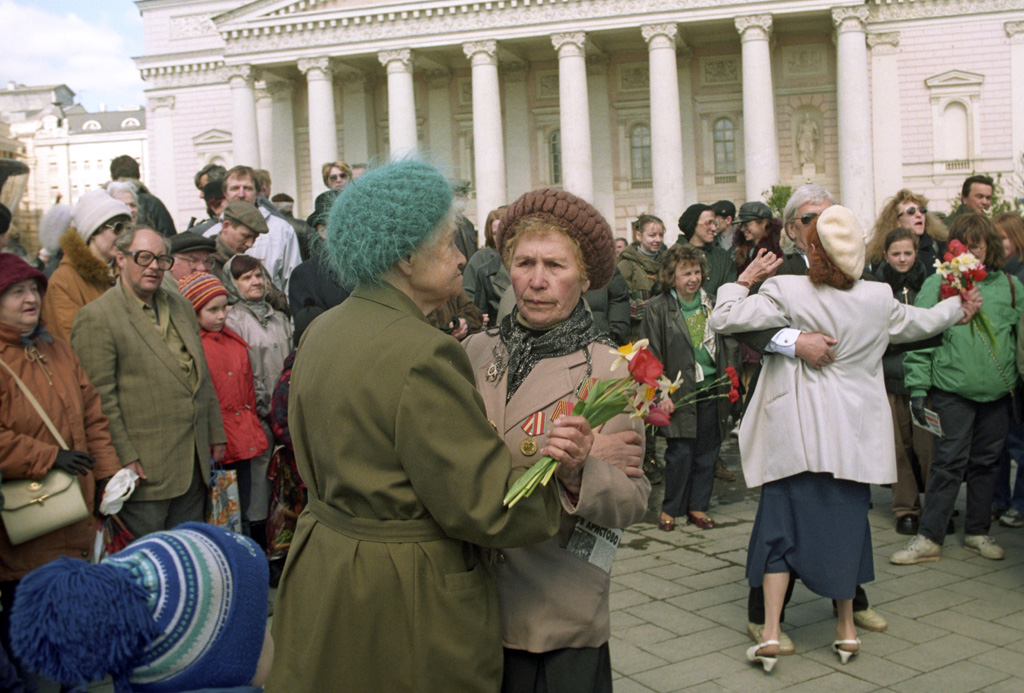
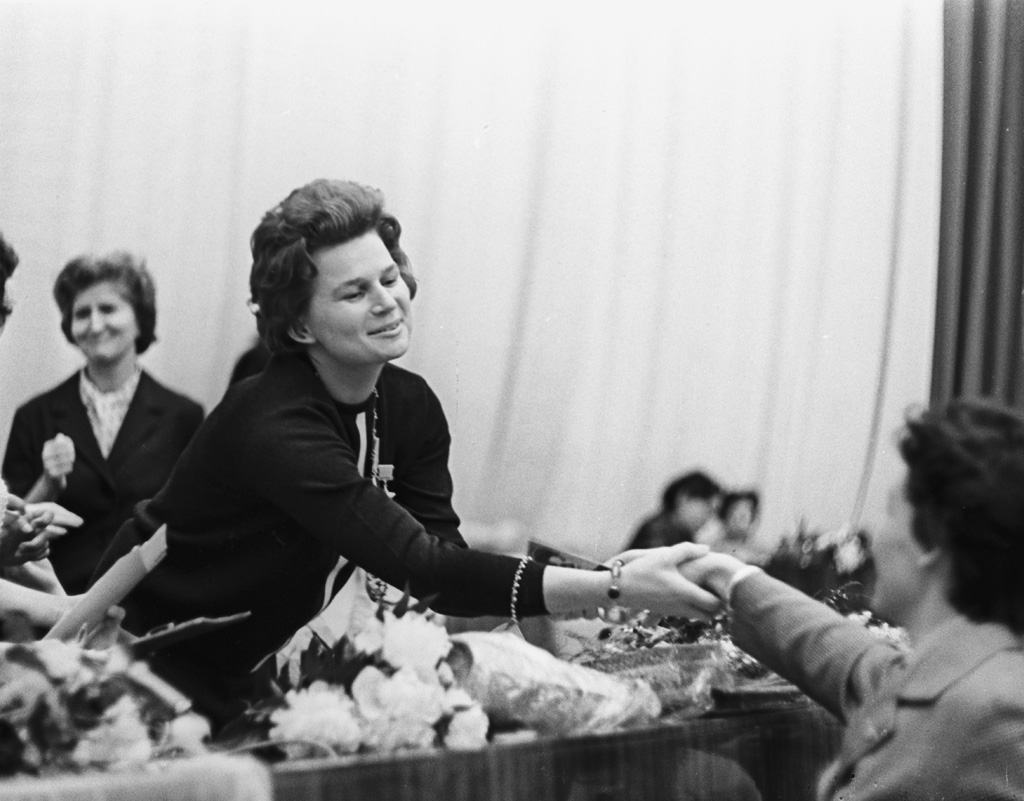
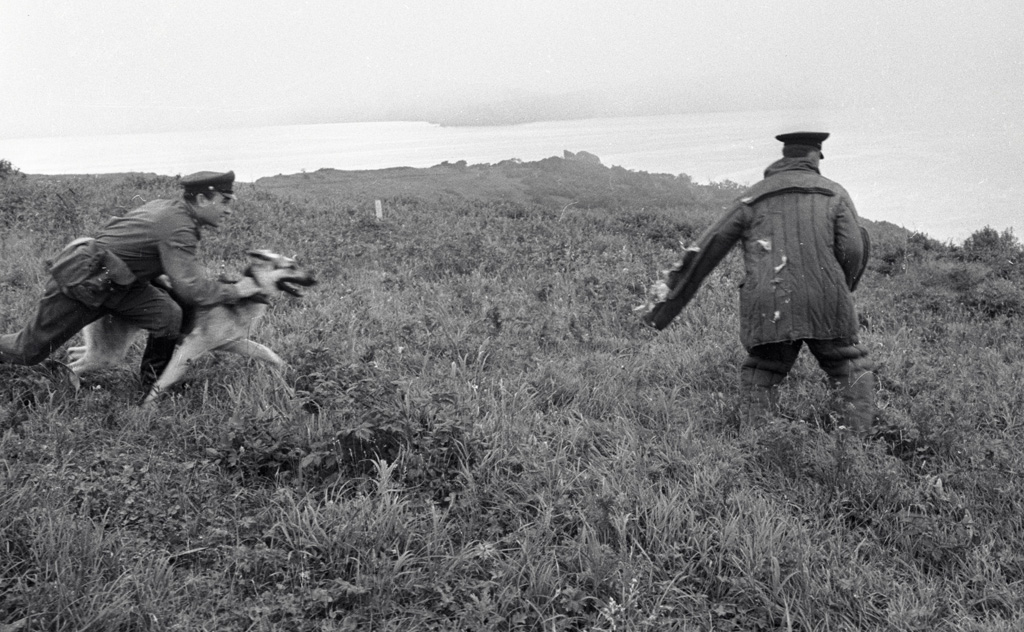
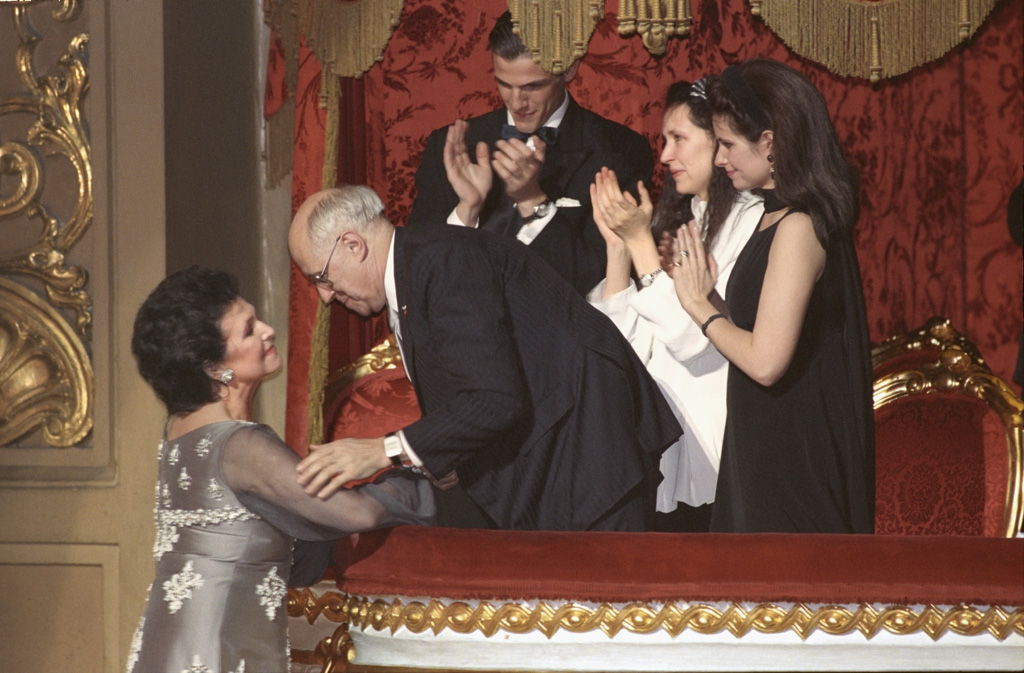
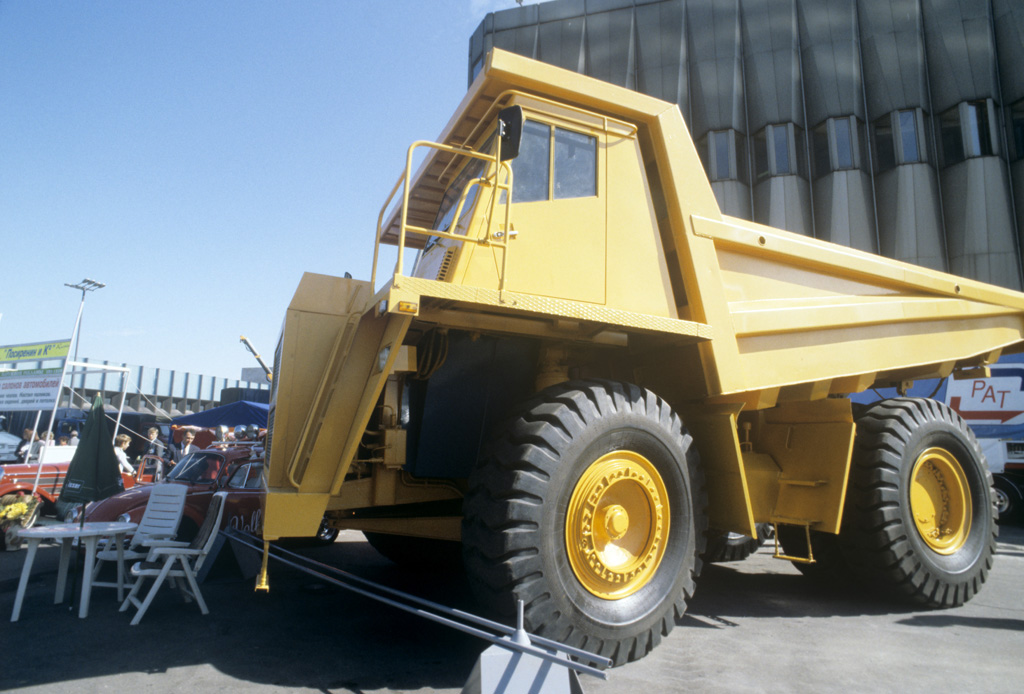
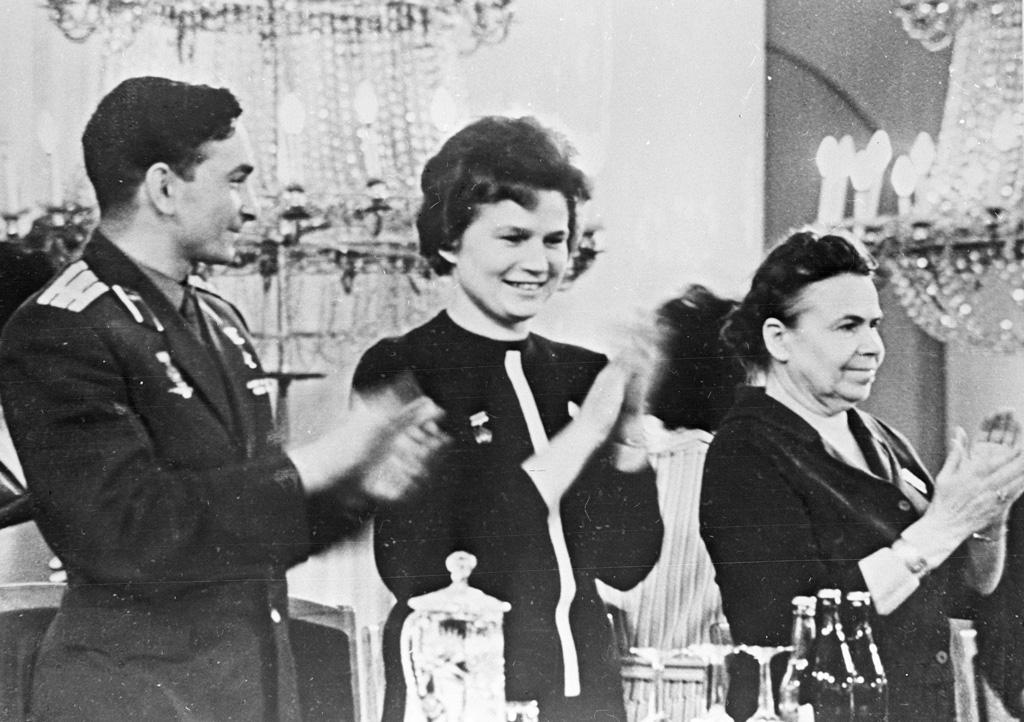
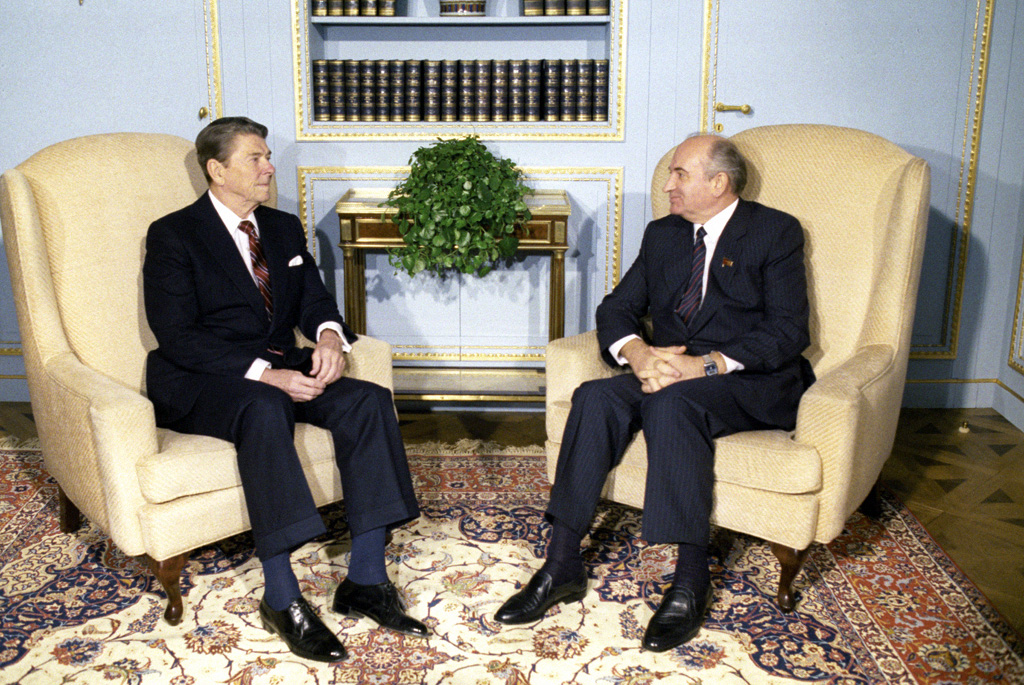
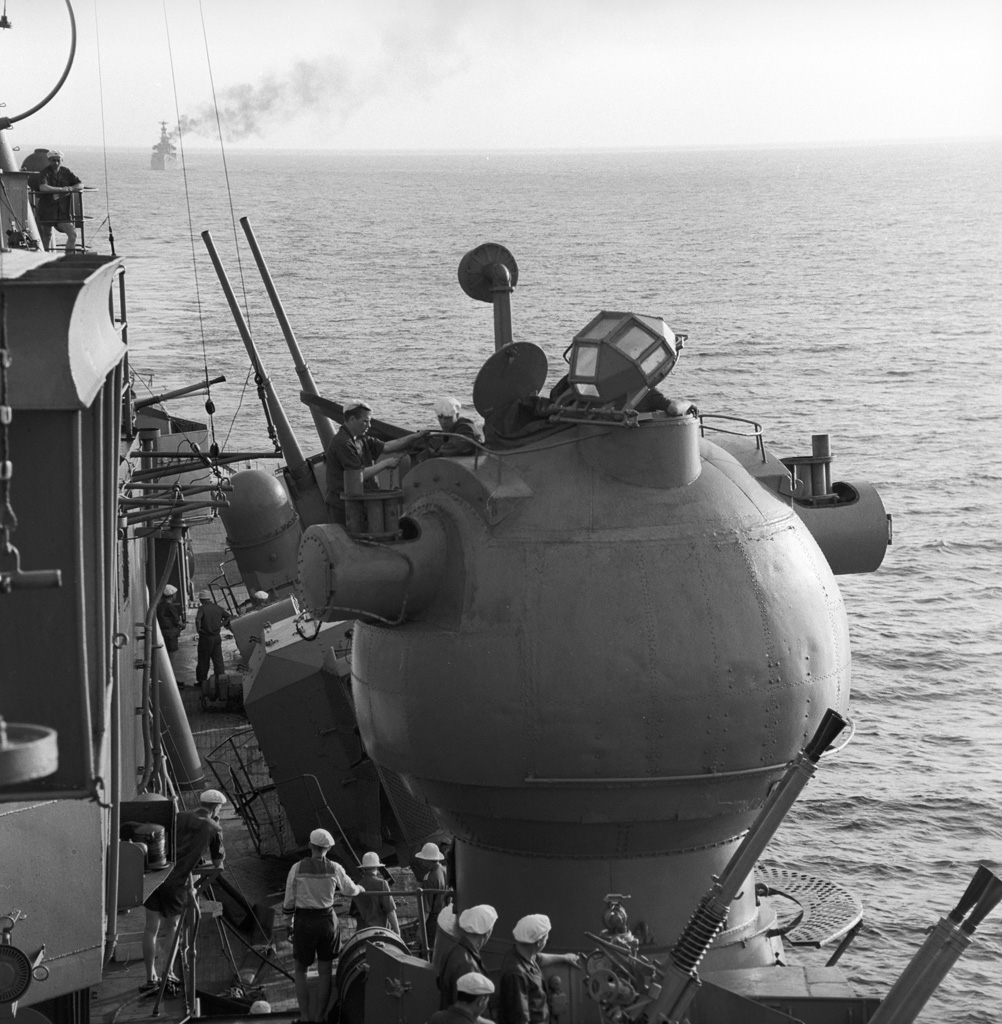
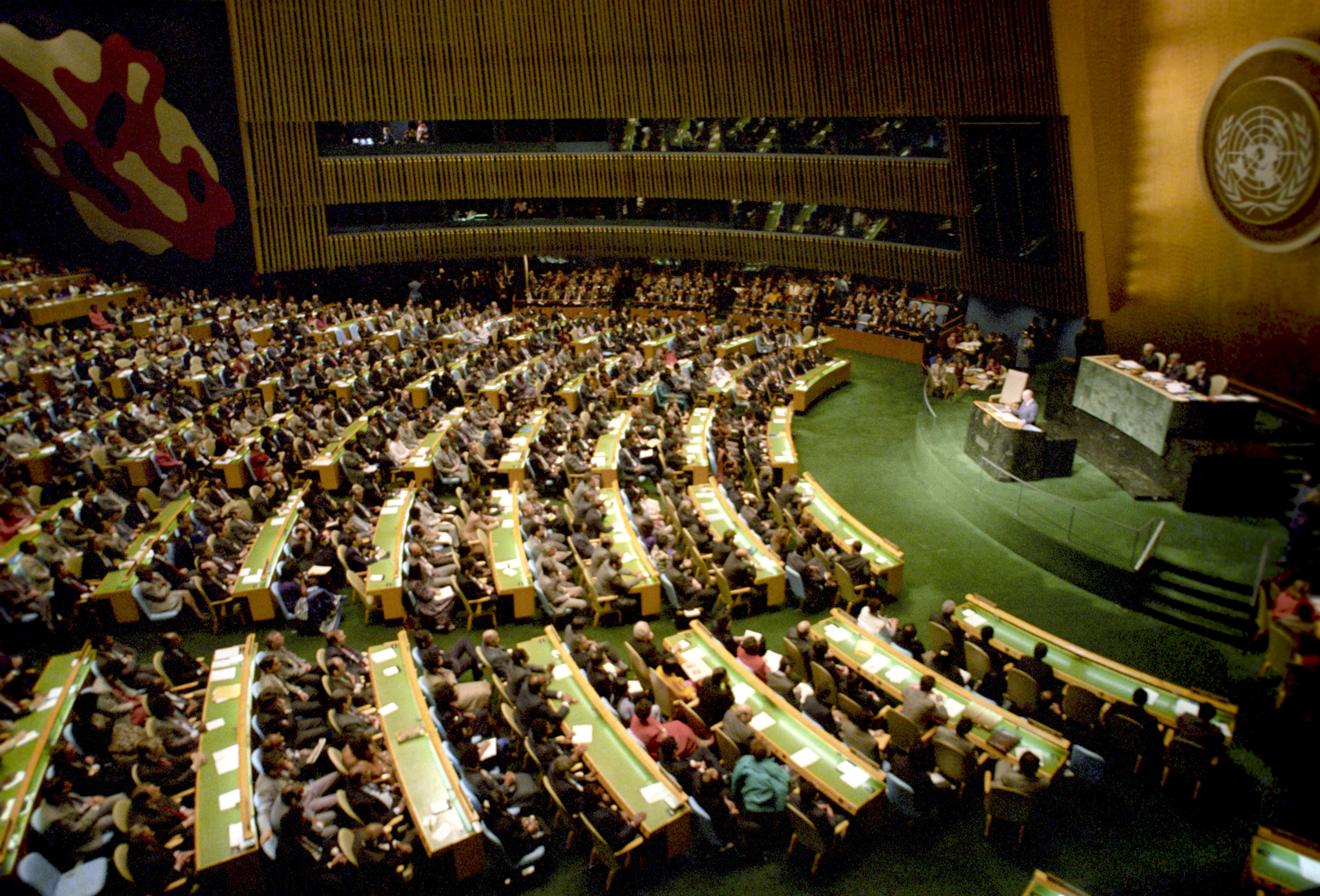
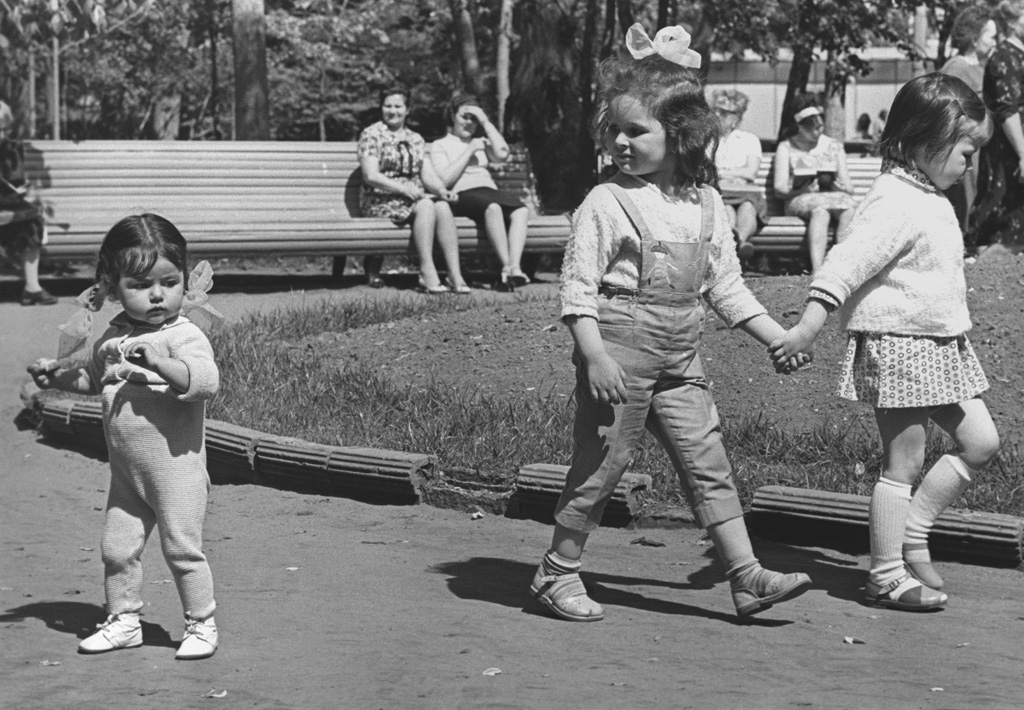